# Italiaanse kampioenschappen schaatsen allround
De Italiaanse allroundkampioenschappen worden sinds 1996 jaarlijks georganiseerd. Alle edities vonden plaats op de IJsbaan van Collalbo of op die van Baselga di Pinè. Het allroundtoernooi wordt verreden over twee dagen.

## Mannen
Bij de mannen hebben zowel Icillio Perucca als Maurizio Marchetto zes kampioenschappen gewonnen. Enrico Fabris werd in 2010 voor de achtste maal nationaal kampioen, Renato de Riva is zeven maal kampioen, recordhouder Roberto Sighel heeft al 16 titels. Matteo Anesi heeft al zeven zilveren medailles in zijn kast liggen, maar won het toernooi nog nooit.
Het eerste kampioenschap werd al in 1914 gehouden en werd gewonnen door Giuseppe Peck. Titelhouder bij de heren is Luca Stefani. Hieronder volgt een overzicht van de winnaars van de nationale kampioenschappen allround bij de heren:
| Jaar | Plaats               | Goud              | Zilver               | Brons              |
| ---- | -------------------- | ----------------- | -------------------- | ------------------ |
| 1954 | Misurina             | Guido Citterio    | Giuseppe Liverio     | Elio Zonca         |
| 1957 | Madonna di Campiglio | Mario Gios        | Guido Citterio       | Remo Tomasi        |
| 1961 | Madonna di Campiglio | Mario Gios        | Gioacchino Cristelli | Renato de Riva     |
| 1962 | Madonna di Campiglio | Renato de Riva    | Mario Gios           | Elio Locatelli     |
| 1963 | Madonna di Campiglio | Renato de Riva    | Mario Gios           | Elio Locatelli     |
| 1964 | Madonna di Campiglio | Renato de Riva    | Elio Locatelli       | Guido Gillarduzzi  |
| 1965 | Madonna di Campiglio | Renato de Riva    | Guido Gillarduzzi    | Giancarlo Gloder   |
| 1966 | Madonna di Campiglio | Renato de Riva    | Giancarlo Gloder     | Elio Locatelli     |
| 1967 | Madonna di Campiglio | Renato de Riva    | Giancarlo Gloder     | Guido Gillarduzzi  |
| 1968 | Madonna di Campiglio | Renato de Riva    | Guido Gillarduzzi    | Giancarlo Gloder   |
| 1969 | Madonna di Campiglio | Giancarlo Gloder  | Guido Gillarduzzi    | Ivano Bamberghi    |
| 1970 | Madonna di Campiglio | Bruno Toniolli    | Giancarlo Gloder     | Guido Gillarduzzi  |
| 1971 | Cortina d´Ampezzo    | Bruno Toniolli    | Giancarlo Gloder     | Guido Gillarduzzi  |
| 1996 | Baselga di Pinè      | Ermanno Ioriatti  | Roberto Sighel       | Dino Gillarduzzi   |
| 1997 | Collalbo             | Roberto Sighel    | Ermanno Ioriatti     | Dino Gillarduzzi   |
| 1998 | Baselga di Pinè      | Roberto Sighel    | Ermanno Ioriatti     | Stefano Donagrandi |
| 1999 | Collalbo             | Roberto Sighel    | Stefano Donagrandi   | Maurizio de Monte  |
| 2000 | Baselga di Pinè      | Roberto Sighel    | Maurizio de Monte    | -                  |
| 2001 | Collalbo             | Roberto Sighel    | Enrico Fabris        | Maurizio de Monte  |
| 2002 | Baselga di Pinè      | Roberto Sighel    | Stefano Donagrandi   | Enrico Fabris      |
| 2003 | Collalbo             | Enrico Fabris     | Stefano Donagrandi   | Giorgio Battisti   |
| 2004 | Baselga di Pinè      | Enrico Fabris     | Matteo Anesi         | Stefano Donagrandi |
| 2005 | Collalbo             | Enrico Fabris     | Matteo Anesi         | Stefano Donagrandi |
| 2006 | Baselga di Pinè      | Enrico Fabris     | Matteo Anesi         | Stefano Donagrandi |
| 2007 | Baselga di Pinè      | Enrico Fabris     | Matteo Anesi         | Luca Stefani       |
| 2008 | Baselga di Pinè      | Enrico Fabris     | Matteo Anesi         | Luca Stefani       |
| 2009 | Baselga di Pinè      | Enrico Fabris     | Matteo Anesi         | Luca Stefani       |
| 2010 | Baselga di Pinè      | Enrico Fabris     | Luca Stefani         | Marco Cignini      |
| 2011 | Collalbo             | Enrico Fabris     | Luca Stefani         | Marco Cignini      |
| 2012 | Baselga di Pinè      | Luca Stefani      | Marco Cignini        | Andrea Giovannini  |
| 2013 | Baselga di Pinè      | Luca Stefani      | Andrea Giovannini    | Marco Cignini      |
| 2014 | Baselga di Pinè      | Andrea Giovannini | Marco Cignini        | Nicola Tumolero    |
| 2015 | Collalbo             | Luca Stefani      | Andrea Stefani       | Marco Cignini      |
| 2016 | Baselga di Pinè      | Andrea Giovannini | Nicola Tumolero      | Luca Stefani       |
| 2017 | Baselga di Pinè      | Andrea Giovannini | Nicola Tumolero      | Davide Ghiotto     |
| 2019 | Baselga di Pinè      | Andrea Giovannini | Davide Ghiotto       | Gabriele Galli     |
| 2021 | Baselga di Pinè      | Andrea Giovannini | Michele Malfatti     | Francesco Betti    |

### Medaillespiegel
| Naam                 | Goud | Zilver | Brons |
| -------------------- | ---- | ------ | ----- |
| Enrico Fabris        | 8    | 1      | 1     |
| Renato de Riva       | 7    | 0      | 1     |
| Roberto Sighel       | 6    | 1      | 0     |
| Andrea Giovannini    | 5    | 1      | 1     |
| Luca Stefani         | 3    | 2      | 4     |
| Mario Gios           | 2    | 2      | 0     |
| Bruno Toniolli       | 2    | 0      | 0     |
| Giancarlo Gloder     | 1    | 4      | 2     |
| Ermanno Ioriatti     | 1    | 2      | 0     |
| Guido Citterio       | 1    | 1      | 0     |
| Matteo Anesi         | 0    | 7      | 0     |
| Stefano Donagrandi   | 0    | 3      | 4     |
| Guido Gillarduzzi    | 0    | 3      | 4     |
| Marco Cignini        | 0    | 2      | 4     |
| Nicola Tumolero      | 0    | 2      | 1     |
| Elio Locatelli       | 0    | 1      | 3     |
| Maurizio de Monte    | 0    | 1      | 2     |
| Davide Ghiotto       | 0    | 1      | 1     |
| Giuseppe Liverio     | 0    | 1      | 0     |
| Gioacchino Cristelli | 0    | 1      | 0     |
| Michele Malfatti     | 0    | 1      | 0     |
| Dino Gillarduzzi     | 0    | 0      | 2     |
| Giorgio Battisti     | 0    | 0      | 1     |
| Ivano Bamberghi      | 0    | 0      | 1     |
| Remo Romasi          | 0    | 0      | 1     |
| Elio Zonca           | 0    | 0      | 1     |
| Gabriele Galli       | 0    | 0      | 1     |
| Francesco Betti      | 0    | 0      | 1     |

## Vrouwen
Bij de vrouwen heeft Elena Belci-Dal Farra vijftien titels, Nicola Mayr en Chiara Simionato vijf en hebben Marzia Peretti en Silvia Tassara er beiden drie. Titelhouder bij de vrouwen is Francesca Lollobrigida. Het kampioenschap is vanaf 1957 verreden, maar in de periodes 1958-1969, in 1981, in 2006 en in 2010 werd het niet verreden.
Hieronder volgt een overzicht van de winnaars van de nationale kampioenschappen allround bij de dames:
| Jaar | Plaats                            | Goud                   | Zilver                | Brons               |
| ---- | --------------------------------- | ---------------------- | --------------------- | ------------------- |
| 1957 | Madonna di Campiglio              | Olga Tomasi            | Mariuccia Balestriero | Matilde Guidi       |
| 1970 | Collalbo - Lago di Costalovara    | Alberta Vianello       | Josefine Niedermaier  | Barbara Ramoser     |
| 1971 | Cortina d'Ampezzo                 | Josefine Niedermaier   | Marina Fracasso       | Federica dal Pont   |
| 1972 | Madonna di Campiglio              | Alberta Vianello       | Silvia Tassara        | Paola Franco        |
| 1973 | Madonna di Campiglio              | Silvia Tassara         | Barbara Ramoser       | Patrizia Lacedelli  |
| 1974 | Cortina d'Ampezzo                 | Daniela Genova         | Silvia Tassara        | Barbara Ramoser     |
| 1975 | Madonna di Campiglio              | Silvia Tassara         | Daniela Genova        | Patrizia Lacedelli  |
| 1976 | Madonna di Campiglio              | Silvia Tassara         | Patrizia Lacedelli    | Marina Tassara      |
| 1977 | Madonna di Campiglio              | Patrizia Lacedelli     | Renate Puntel         | Carmen Casanova     |
| 1978 | Baselga di Pinè - Lago di Serraia | Patrizia Lacedelli     | Renate Puntel         | Carmen Casanova     |
| 1979 | Collalbo - Lago di Costalovara    | Elena Belci            | Marta Dimai           | Claudia Puntel      |
| 1980 | Madonna di Campiglio              | Marzia Peretti         | Elena Belci           | Claudia Puntel      |
| 1982 | Collalbo - Lago di Costalovara    | Marzia Peretti         | Elena Belci           | Sabrina Monticone   |
| 1983 | Madonna di Campiglio              | Marzia Peretti         | Elena Belci           | Cristina Sciolla    |
| 1984 | Cortina d'Ampezzo                 | Elena Belci            | Emilia Unterberger    | Marzia Peretti      |
| 1985 | Gallio-Vicenza                    | Fanny Cadau            | Sonia Mayr            | Elke Felicetti      |
| 1986 | Baselga di Pinè                   | Elena Belci            | Sonia Mayr            | Elke Felicetti      |
| 1987 | Cortina d'Ampezzo                 | Elena Belci            | Wally Unterberger     | Emilia Unterberger  |
| 1988 | Baselga di Pinè                   | Elena Belci            | Elke Felicetti        | Maria Rosa Candido  |
| 1989 | Baselga di Pinè                   | Elena Belci            | Elke Felicetti        | Maria Rosa Candido  |
| 1990 | Baselga di Pinè                   | Elena Belci            | Elke Felicetti        | Sarah Rodari        |
| 1991 | Collalbo                          | Elena Belci            | Elke Felicetti        | Elisabetta Pizio    |
| 1992 | Baselga di Pinè                   | Elena Belci            | Elke Felicetti        | Elisabetta Pizio    |
| 1993 | Collalbo                          | Elena Belci            | Elisabetta Pizio      | Michela Ioriatti    |
| 1994 | Baselga di Pinè                   | Elena Belci            | Elisabetta Pizio      | Chiara Simionato    |
| 1995 | Collalbo                          | Elena Belci            | Elisabetta Pizio      | Chiara Simionato    |
| 1996 | Baselga di Pinè                   | Elena Belci-Dal Farra  | Elisabetta Pizio      | Chiara Simionato    |
| 1997 | Collalbo                          | Elena Belci-Dal Farra  | Chiara Simionato      | Nicola Mayr         |
| 1998 | Baselga di Pinè                   | Elena Belci-Dal Farra  | Nicola Mayr           | Francesca Uez       |
| 1999 | Collalbo                          | Chiara Simionato       | -                     | -                   |
| 2000 | Baselga di Pinè                   | Chiara Simionato       | -                     | -                   |
| 2001 | Collalbo                          | Nicola Mayr            | -                     | -                   |
| 2002 | Baselga di Pinè                   | Nicola Mayr            | -                     | -                   |
| 2003 | Collalbo                          | Nicola Mayr            | Adelia Marra          | -                   |
| 2004 | Baselga di Pinè                   | Nicola Mayr            | Adelia Marra          | Cinzia Ponzetti     |
| 2005 | Collalbo                          | Nicola Mayr            | Adelia Marra          | Cinzia Ponzetti     |
| 2007 | Baselga di Pinè                   | Chiara Simionato       | Rita Battisti         | Elisa Baitella      |
| 2008 | Baselga di Pinè                   | Chiara Simionato       | Rita Battisti         | Elisa Baitella      |
| 2009 | Baselga di Pinè                   | Chiara Simionato       | Elisa Baitella        | Rita Battisti       |
| 2011 | Collalbo                          | Francesca Lollobrigida | Tea Ravnic            |                     |
| 2012 | Baselga di Pinè                   | Francesca Bettrone     | Tea Ravnic            | Elisa Baitella      |
| 2013 | Baselga di Pinè                   | Francesca Lollobrigida | Francesca Bettrone    |                     |
| 2014 | Baselga di Pinè                   | Francesca Lollobrigida | Francesca Bettrone    | Giulia Lollobrigida |
| 2015 | Collalbo                          | Francesca Lollobrigida | Francesca Bettrone    | Cecilia Maffei      |
| 2016 | Baselga di Pinè                   | Francesca Lollobrigida | Francesca Bettrone    | Noemi Bonazza       |
| 2017 | Baselga di Pinè                   | Francesca Lollobrigida | Gloria Malfatti       | Deborah Grisenti    |
| 2019 | Baselga di Pinè                   | Francesca Lollobrigida | Gloria Malfatti       |                     |
| 2021 | Baselga di Pinè                   | Francesca Lollobrigida | Linda Rossi           | Laura Peveri        |

### Medaillespiegel
| Naam                   |  | Goud | Zilver | Brons |
| ---------------------- |  | ---- | ------ | ----- |
| Elena Belci-Dal Farra  |  | 15   | 3      | 0     |
| Francesca Lollobrigida |  | 8    | 0      | 0     |
| Nicola Mayr            |  | 5    | 1      | 1     |
| Chiara Simionato       |  | 5    | 1      | 3     |
| Silvia Tassara         |  | 3    | 2      | 1     |
| Marzia Peretti         |  | 3    | 0      | 1     |
| Patrizia Lacedelli     |  | 2    | 1      | 2     |
| Francesca Bettrone     |  | 1    | 4      | 0     |
| Fanny Cadau            |  | 1    | 0      | 0     |
| Elke Felicetti         |  | 0    | 5      | 2     |
| Elisabetta Pizio       |  | 0    | 4      | 2     |
| Adelia Marra           |  | 0    | 3      | 0     |
| Rita Battisti          |  | 0    | 2      | 1     |
| Tea Ravnic             |  | 0    | 2      | 0     |
| Gloria Malfatti        |  | 0    | 2      | 0     |
| Elisa Baitella         |  | 0    | 1      | 3     |
| Linda Rossi            |  | 0    | 1      | 0     |
| Cinzia Ponzetti        |  | 0    | 0      | 2     |
| Francesca Uez          |  | 0    | 0      | 1     |
| Laura Peveri           |  | 0    | 0      | 1     |
| Deborah Grisenti       |  | 0    | 0      | 1     |

Baselga di Pinè 1996 · 
Collalbo 1997 · 
Baselga di Pinè 1998 · 
Collalbo 1999 · 
Baselga di Pinè 2000 · 
Collalbo 2001 · 
Baselga di Pinè 2002 · 
Collalbo 2003 · 
Baselga di Pinè 2004 · 
Collalbo 2005 · 
Baselga di Pinè 2006 · 
Baselga di Pinè 2007 · 
Baselga di Pinè 2008 ·
Baselga di Pinè 2009 ·
Baselga di Pinè 2010 ·
Collalbo 2011
 Argentinië · 
 België · 
 Bohemen · 
 Canada · 
 China · 
 DDR · 
 Duitsland (mannen) - (vrouwen) · 
 Estland · 
 Finland · 
 Frankrijk · 
 Hongarije · 
 IJsland · 
 Italië · 
 Japan · 
 Kazachstan · 
 Mongolië · 
 Nederland (mannen) - (vrouwen) · 
 Nieuw-Zeeland ·
 Noorwegen (mannen) - (vrouwen) · 
 Oekraïne · 
 Oostenrijk · 
 Polen · 
 Roemenië · 
 Rusland · 
 Tsjechië · 
 Verenigde Staten · 
 Wit-Rusland · 
 Zuid-Korea · 
 Zweden · 
 Zwitserland
 Italiaanse kampioenschappen schaatsen

Afstanden · 
Allround · 
Sprint